# Neuende
Neuende is een voormalig dorp dat tegenwoordig onderdeel is van de stad Wilhelmshaven in de Duitse deelstaat Nedersaksen. Als stadsdeel van Wilhelmshaven heeft het ongeveer 2.300 inwoners.

## Geschiedenis
De oudste vermelding van Neuende stamt uit de vijftiende eeuw waarbij de parochie onder verschillende benamingen wordt vermeld. Het oorspronkelijke dorp is echter aanzienlijk ouder. De kerk dateert uit de veertiende eeuw en heeft waarschijnlijk nog een voorganger gehad. Neuende maakte onderdeel uit van de heerlijkheid Jever. Na het overlijden van Maria von Jever komt de heerlijkheid aan Oldenburg.
In de negentiende eeuw is er sprake van een sterke bevolkingsgroei. Direct ten oosten van Neuende sticht Pruisen op land dat het kocht van Oldenburg een marinehaven, het latere Wilhelmshaven. Door de bouw van de haven groeien de omliggende dorpen sterk. Een deel van de gemeente Neuende wordt daarom afgesplitst en vormt de zelfstandige gemeente Bant. In 1911 wordt Bant alweer opgeheven en vormt samen met Neuende en het naastgelegen Heppens de stad Rüstringen. In 1937 wordt die stad bij Wilhelmshaven gevoegd.
- Gemeinsame Normdatei: 7653504-6